# Budismo shingon

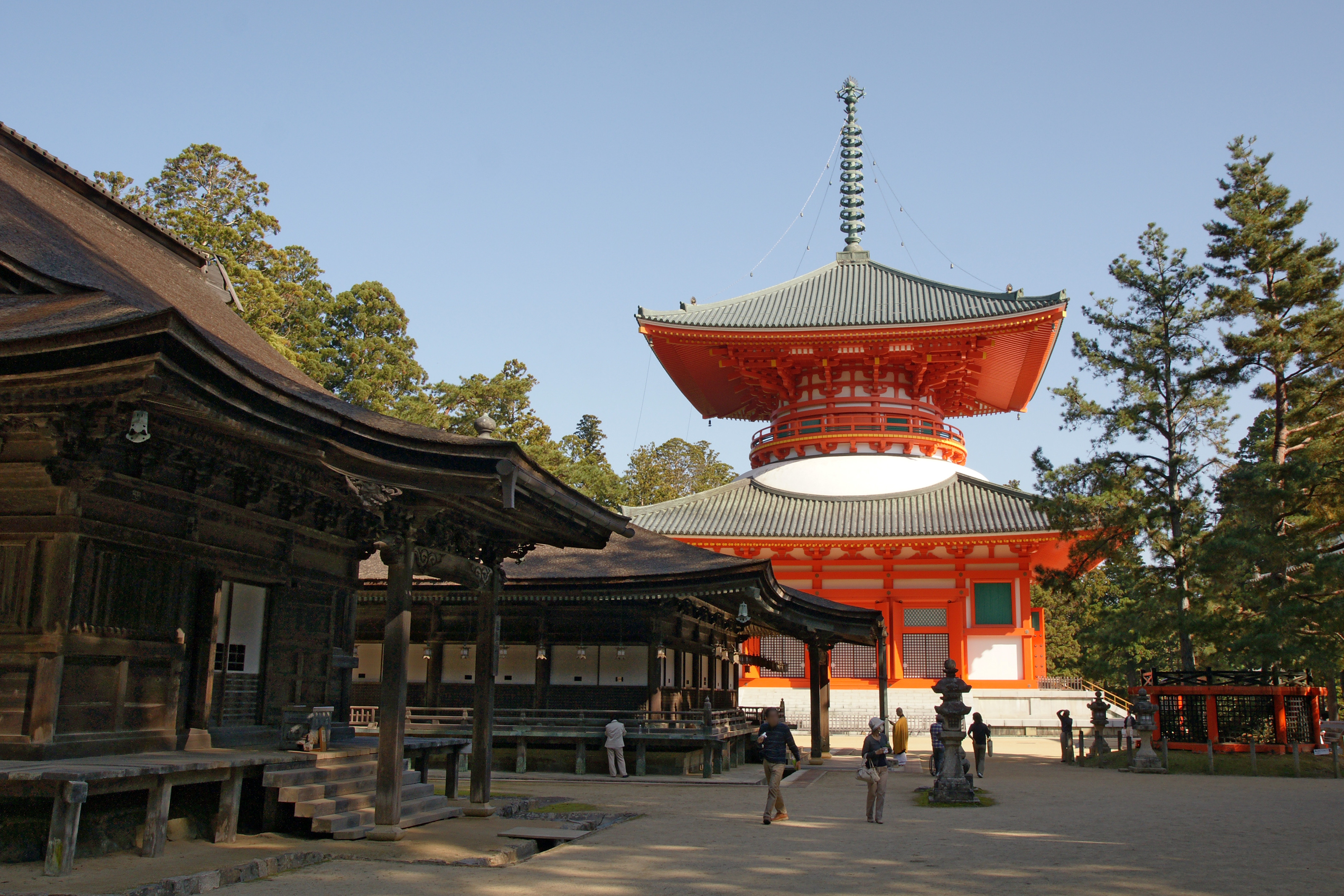
Templo budista de Danjogaran, en el monte Koya.

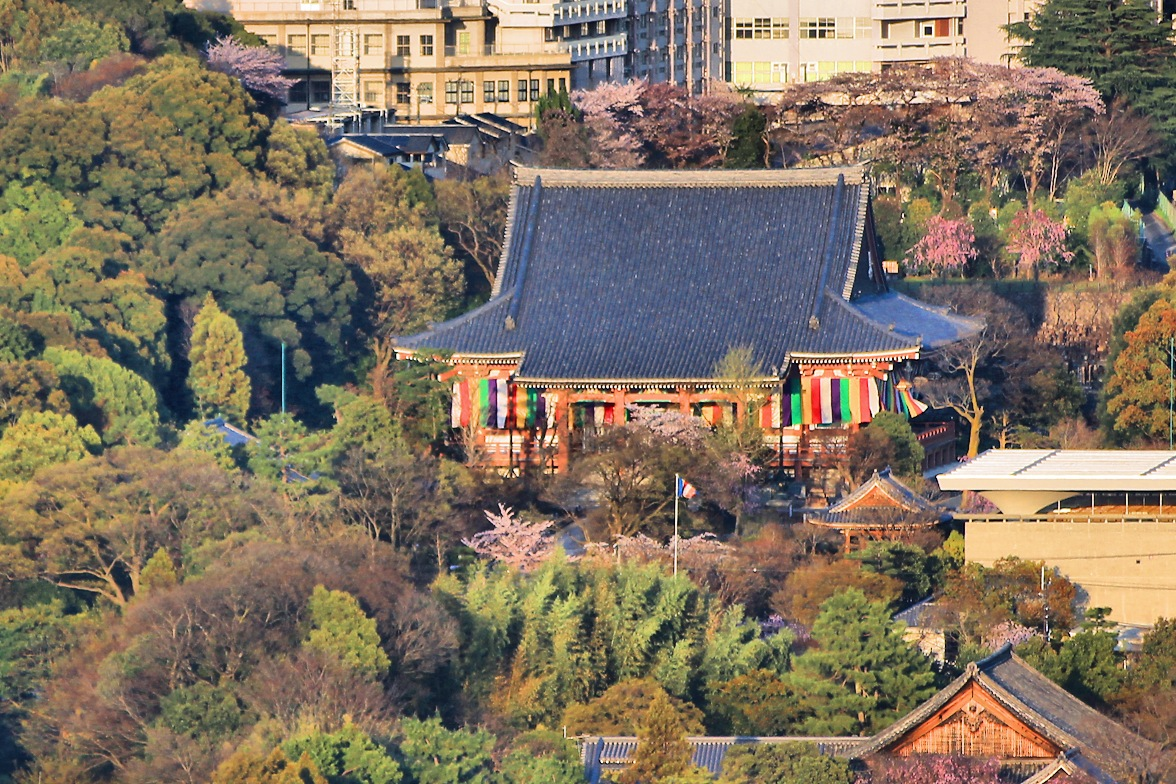
Templo budista de Chishaku-in.

La escuela shingon (真言宗, shingon shū) es una de las escuelas principales del budismo en Japón y la más importante entre las escuelas vajraiana, esotéricas o tántricas fuera de la India y el Tíbet.
La palabra «shingon» es la pronunciación japonesa del término chino «zhēn yán» (‘palabras verdaderas’), que a su vez es una descripción de la palabra sánscrita «mantra» (manasa traiaté: ‘lo que libera a la mente’). El budismo shingon surgió en el Japón durante el período Heian (794-1185), cuando el monje Kūkai fue a China, estudió el budismo tántrico (Vajrayāna), regresó armado de textos y obras de arte y desarrolló su propia síntesis de la práctica y doctrina esotérica, centrada en el Buda cósmico Vairochana.

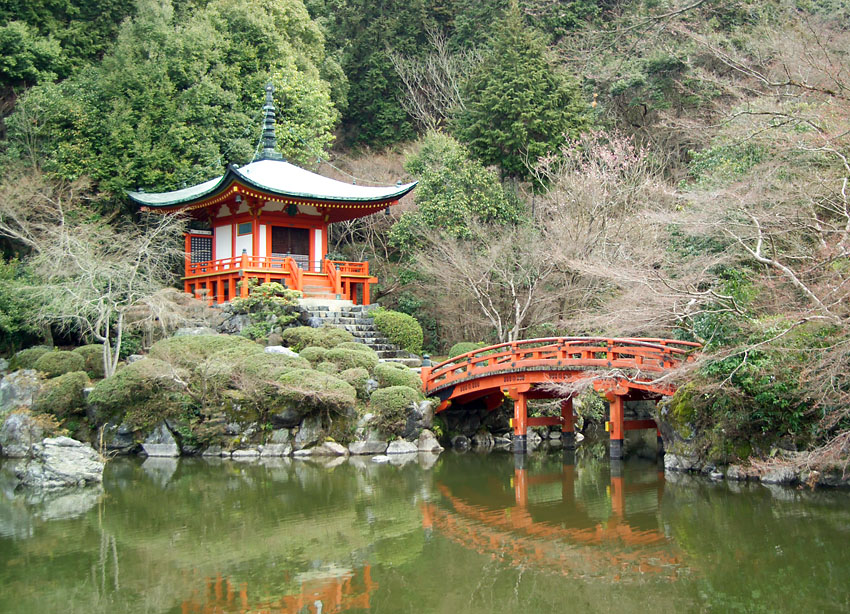
Templo budista en Kioto.

Las enseñanzas del shingon están basadas en el Maja-vairóchana-sutra y el Vashra-sékhara-sutra. El budismo tántrico se centra en los rituales y los procesos meditativos que conducen a la iluminación. Según el shingon, la iluminación no es una realidad distante y lejana que puede tardar eones en alcanzar, sino nuestro derecho de nacimiento, una posibilidad real a lo largo de esta vida. Con la ayuda de un auténtico maestro y a través de un entrenamiento correcto del cuerpo, el habla y la mente, podemos reclamar y liberar esta capacidad iluminada para nuestro bien y para el bien de los demás.
En el shingon se dice que el buda Vairochana está en todas las cosas. El objetivo del shingon es el conocimiento de que la naturaleza de uno fue idéntica a Vairochana, un objetivo que se alcanza mediante la meditación y las prácticas rituales. Este conocimiento depende de recibir la doctrina secreta de shingon, transmitida oralmente por los maestros de la escuela a sus iniciados. Tanto el cuerpo como el habla y la mente participan en el proceso: el cuerpo mediante los gestos devocionales (mudra) y el uso de instrumentos rituales, el habla mediante fórmulas sagradas (mantra), y la mente mediante la meditación.
Existe una distinción entre el shingon y todas las demás escuelas del budismo tántrico que sobreviven en el Tíbet, y es el uso de la caligrafía, en lugar de representaciones pictóricas, para representar las figuras de Buda en sus mandalas. Se emplea una antigua escritura india conocida como siddham para escribir los mantras y dibujar mandala.
El lugar sagrado central del budismo shingon se encuentra en un valle a 800 metros de altitud, rodeado de los ocho picos del monte Koya, en un lugar que se creía sembrado de lotos, junto a la población de Koya, donde se ha construido una universidad para los estudios del budismo shingon y 120 templos, muchos de los cuales ofrecen alojamiento a los peregrinos. El templo construido en el lugar y residencia del líder del budismo shingon recibe el nombre de Kongōbu.